# Peter Nonnenmühlen
Peter Nonnenmühlen (* 7. Juni 1868 in Mönchengladbach; † 9. Februar 1952 ebenda) war Kommunalpolitiker und Oberbürgermeister von Mönchengladbach.

## Leben
Eltern: Caspar Nonnenmühlen (1838–1894) und Margarete geb. Hansen (1838–1897).
Peter Nonnenmühlen machte am Stiftisch-Humanistischen Gymnasium in Mönchengladbach 1887 sein Abitur. Er studierte in Bonn, Heidelberg, Tübingen und Leipzig und wurde Mitglied der katholischen Studentenverbindung KStV Palatia Heidelberg, KStV Arminia Bonn, KStV Teutonia Leipzig und KStV Alamannia Tübingen. 1895 ließ er sich in seiner Heimatstadt als Rechtsanwalt nieder. Im Jahr 1896 heiratete er Wilhelmine Meer, die der bedeutenden Unternehmerfamilie Meer entstammte. Das Paar hatte sechs Kinder, von denen eine Tochter bereits als Kind starb.
1902 wurde Peter Nonnenmühlen, der dem Zentrum angehörte, als Vertreter der 3. Abteilung in die Mönchengladbacher Stadtverordnetenversammlung gewählt. Bis 1933 gehörte er diesem Gremium an. Gerade in seinen ersten Jahren war er ein wortgewandter Gegenspieler des Oberbürgermeisters Hermann Piecq (1859–1920). 1920 bis 1924 war Nonnenmühlen ehrenamtlicher Beigeordneter. Im März 1933 zog er als Spitzenkandidat des Zentrums letztmals in die Stadtverordnetenversammlung ein. In der Stadt wurde er der „Schwarze Peter“ genannt. Mit Auflösung des Zentrums endete Nonnenmühlens politische Tätigkeit. Er praktizierte weiter als Rechtsanwalt.
Nach dem 20. Juli 1944 wurde er verhaftet, aber aufgrund seines hohen Alters bald wieder freigelassen. 1945 zog er in den provisorischen Stadtrat ein (als ältestes Mitglied) und wurde am 11. Februar 1946 zum Oberbürgermeister gewählt (als Nachfolger von Wilhelm Elfes). Im Oktober 1946 schied er aus dem Amt und dem Stadtrat aus.
1948 wurde er für die CDU erneut Mitglied des Stadtrates, dessen Mitglieder ihn am 4. November 1948 zum Oberbürgermeister wählten. Er war damit das älteste Stadtoberhaupt Deutschlands. 1949, 1950 und 1951 wurde er einstimmig im Amt bestätigt. Ebenfalls einstimmig verlieh der Stadtrat ihm 1950 die Ehrenbürgerwürde. Peter Nonnenmühlen starb am 9. Februar 1952 im Alter von 83 Jahren und wurde unter großer Anteilnahme der Bevölkerung auf dem Mönchengladbacher Hauptfriedhof beigesetzt.

## Ehrungen
- 1952: Verdienstkreuz der Bundesrepublik Deutschland
- Nach 1952 wurde in Mönchengladbach über viele Jahre hinweg alljährlich der sogenannte Peter-Nonnenmühlen-Gedächtnis-Staffellauf durchgeführt, ein in kurze, mittlere und längere Strecken  unterteilter Stadtrundlauf, an dem Läufer-Staffeln beliebiger Sportvereine der Umgebung, auch von Schwimmvereinen, teilnehmen durften.